# Cambera
La cambera es un arte de pesca destinada a coger en poca agua los crustáceos.
En unas partes los llaman Camberas y es el nombre más general en nuestras Costas del Septentrión, porque sirven para coger cangrejos a los cuales comúnmente dan el nombre de cambaras. En las mismas suelen llamarse también esquileros deducido del nombre esquila con que en algunos parages se conoce el camarón.
En las playas de Levante de la voz gamba, que significa lo mismo, deducen la de gamber, que tiene mucha analogía con cambera. Esto es cuanto se ha podido inquirir sobre el origen de semejante nombre, pues que en nuestros Diccionarios nada se ha hallado concerniente a él.
En cuanto a las partes de que constan semejantes artes se trata de una especie de salabre grande pero que únicamente se aplica a la pesca que se acaba de indicar. Su composición consta de una manga de red que se halla aplicada o guarneciendo el círculo de madera o hierro con un mango o vara larga que le sostiene por sus dos lados a que está atado. Estas mangas o camberas son más o menos grandes, según la voluntad de los pescadores y la malla de la red que contienen es mayor o menor, conforme la pesca que quieren lograr puesto que si han de coger camarones, la echan de un cuadrado de menos de dos líneas con la advertencia de que mudan las mangas con facilidad cuando les acomoda pues no hay otra maniobra que hacer más que desguarnecer el cordel que pasa y asegura el aro o círculo malla por malla. 
Con semejante artificio cogen en las lagunas de los arenales y de entre las rocas y aun en las orillas del mar cuando está el tiempo sereno peces de varios géneros, cangrejos y camarones por varios pescadores dedicados a semejante ocupación. Y también suelen usarlo con embarcaciones, en el concepto de que en semejante pesca suele emplearse multitud de personas. 
El que llaman salabre, ya sea de figura redonda o casi oval, también se emplea para semejante pesquera con la comodidad de manejarse más fácilmente para volverla a uno y otro lado respecto de que el mango o vara no atraviesa o se halla atada al círculo no obstante de que se aplica a otros muchos usos en varias pescas. Con estas camberas los pescadores cuando observan que hay peces a poca profundidad, las dirigen casi rastreando el fondo por medio del largo mango a cogerlos de manera que cuando levantan la cambera para sacarla del agua, sale esta por entre las mallas y ellos permanecen aprisionados en la bolsa que forma la red. Para esto es necesaria la proporción de los charcos que, como se ha dicho, quedan al bajar la marea en las playas, como asimismo se usan en albuferas o lagunas, en acequias o en los remansos de los ríos, o bien para la pesca de noche con luz artificial.
Otra especie de cambera está formada de un aro que consta de dos pedazos de vara de granado silvestre doblada o arqueada y que se halla otra en línea recta cuyos extremos calentándolos a la llama de fuego de paja tomaron una forma angular para que al unir ambas varas, queden unos sobre otros. Esta disposición la preparan cuando las varas están recién cortadas y jugosas y las conservan dejándolas secar para las ocasiones en que los pescadores las necesitan. 
En este caso unidas las varas por las ataduras se forma la boca de semejante pequeño arte y se le pone la red, a cuyo efecto colocan los pescadores en el suelo y debajo del mismo aro, que sitúan en medio, un pedazo de ella que en cuadro consta de 250 a 300 mallas a proporción del tamaño que sea quiere dar a la cambera pues que el ámbito de tales mallas es muy peqúeño, como que solo consta de poco más de una línea. Luego que han recortado con el cuchillo las puntas del pedazo de red redondeándolo de modo que quede como una cuarta poco más o menos, contando desde el contorno del aro, toman la medida de su circuito con un cordel, el cual se corta sobre tres o cuatro pulgadas excedentes en cada extremo y este propio cordel lo van pasando malla por malla de la misma red con lo que tirando, cierran a manera de un bolsillo y hasta aquel punto de circunferencia que tiene el mismo aro a que la ajustan y cosen con exactitud. Hecho esto ya, queda la cambera en disposición de una bolsa que no tiene más abertura que la boca. 
Los pescadores que se aplican cuanto es posible en exigir de sus inventos todo el partido que les conviene para mejor asegurar los camarones respecto a la poca concavidad de la red, circunstancia precisa para el más cómodo manejo, han discurrido una adición que asegura la utilidad de su trabajo. A este efecto en la parte central de la bolsa con más proximidad a la vara arqueada, hacen un agujero del diámetro de diez o doce centímetros como mucho, al que aplican otra pequeña bolsa prolongada. Este segundo saco le usan muchos que pescan el camarón del largo como cosa de medía vara pero otros que se dedican a coger anguilas y demás peces, le ponen mucho más largo como de siete u ocho palmos dándole dos de anchura. Estos últimos lo practican con el fin de no salir del agua hasta que han cogido buena porción de peces que mantienen depositados en el mismo saco sin dejar de pescar pues con la mano derecha aseguran la parte últimas de él sin perder la acción de aguantar el aro con ambas manos de manera que el arte lo conducen entre el brazo izquierdo y del derecho: con la mano izquierda lo aseguran afianzándole por la cuerda que atraviesa la boca del aro para el efecto y con la derecha le afirman por la parte superior e inclinando el cuerpo van recorriendo las playas, lagunas, ríos o acequias.
Los camaroneros ejecutan lo mismo y como los camarones son unos animales que cuando ven al hombre huyen reculando o cejando con una presteza inexplicable, es menester que el pescador sea bastante diestro y levantar continuamente el arte para coger los que puede abarcar pues hay veces en que lo ejecuta para uno solo. Cuando el pescador levanta el arte por lo regular los camarones quedan dentro de la bolsita y de allí los trasladan a unas cestas, a su espalda y a veces en tierra, que tienen a propósito con hierbas marinas dentro y tapadas con un paño. 
Concluida la red en semejantes términos, que tiene de largo de seis a siete palmos, juntan las dos orillas, de que resulta la forma de manga o saco puntiagudo. Hecha esta operación, toman los pescadores la medida del círculo del aro con un cordel que van pasando malla por malla hasta que se ajusta enteramente al ámbito del mismo al cual le cosen de tres a tres dedos, con lo que queda concluida la Cambera. Pero para poderla usar como corresponde, afianzan a los extremos de la parte inferior los de la cuerda de la cual se forma una gaza a que se anuda otra cuerda del grueso de tres pulgadas en redondo, dándola el largo que conviene.
Este arte es también para la pesca del camarón a la vela pero si a los pescadores les escasea el viento, en este caso dos de ellos se meten en el agua, de los que el uno coge la cuerda y se la echa sobre el hombro y el otro toma el aro en la mano procurando vaya rectamente por las orillas.

## Clases de camberas
Cada tipo de cambera por su término sirve para el fin del invento y varían también en los tamaños conforme acomoda a los pescadores.
Las hay de armazón bastante particular, como que consiste en una gran manga, saco o bolsa de red y en tres cuatro o más varas medianamente gruesas. La principal, que sirve de mango en disposición recta, cuyo largo suele ser de doce o más palmos. Por la parte superior de él cruza o atraviesa otra vara y desde los extremos de esta proceden a unirse en forma elíptica otras dos o tres afianzándose en su contorno la misma manga de suerte que semejantes sacos suelen constar de vara y media de largo más o menos, según a los pescadores les parece o mejor conviene para el manejo. El modo de usar semejante cambera es empuñando con ambas manos el mango para aplicar a la parte del fondo la base de la armazón o vara de manera que la boca o contorno quede presentada hacia fuera del frente del pescador y el cuerpo de la manga caiga a los pies del mismo. Este por semejante disposición procede luego con cuanto impulso puede, empujando para adelante el arte recorriendo las playas, muchas veces desde el mar para tierra conforme el paraje. Con el propio impulso y el contraste de las aguas, la bolsa de red toma toda la extensión que alcanza la capacidad de su ámbito refluyendo aquellas por las mallas y como el saco lo dejan a veces suelto, la columna o cuerpo del fluido que resiste la impulsión de los esfuerzos del pescador, con precisión lo llena, extiende e hincha de manera que los camarones y demás pececillos que vinieron a las orillas de las playas a recrearse y buscar su alimento, asombrados del movimiento de las aguas que desde luego no pueden dejar de percibir, al querer volverse hacia el mar huyendo, tropiezan y entran en él, quedando aprisionados según patentiza la acción de los pescadores por el uso de sus camberas.
A la verdad el ejercicio de esta pesca es bastante fatígoso pues exige andar mucho trecho recorriendo las playas, regularmente con agua a la cintura, llevando con empuje violento el arte, que dentro del agua no deja de ser pesado y mucho más si el saco que forma la manga es algo largo como sucede. Y es que además de causar embarazo suele torcerse y enredarse con facilidad, bien que en estos casos recogen la parte última echándola debajo del brazo izquierdo y de este modo siguen su pesca, pues cuando les entran camarones u otros peces, levantan un poco la cambera y deja que pasen al fondo de la propia manga a cuyo efecto con la mano derecha la saca del agua, dejándolos allí depositados y vuelve a poner debajo del brazo derecho o izquierdo, mudando según le conviene continuar su ejercicio, en el cual se emplean personas de todas edades y sexos para lo que construyen sus artes de tamaño proporcionado a las fuerzas de cada uno.
Con intento de lograr más abundancia en medio del trabajo que exigen semejantes modos de pescar asegurando casi el jornal a que aspira un crecido número de hombres que ocupan las riberas, suelen juntarse en ocasiones seis, siete o más a fin de echar una especie de ojeo en paraje adecuado conforme la línea de las aguas por la figura que forma la costa y permite el fondo como recodo o pequeña ensenada, poniéndose en fila a la boca de ella algunos con sus camberas en la disposición que denota la mientras igual o mayor número esparcidos a distancia competente con las varas de las suyas que han desarmado, dan golpes en la superficie del agua para que espantados los peces, como sucede por su natural timidez, en el hecho de correr hacia el mar vayan a parar a los artes que los otros tienen presentados en orden que no puedan tener otra huida ni refugio que sus redes. Apenas se ve practicar semejante pesquera por las costas a excepción de uno u otro aldeano pues los pescadores de profesión no se ocupan por lo general en estas como las más inferiores. Y a la verdad es mejor no se hayan difundido en las playas estos rastreos que siempre escaldan sus orillas y su efecto en nada es favorable a la multiplicación.
Existen otras clases de camberas más pequeñas:
- una consta de dos palos largos como de metro y medio que se cruzan o forman tijera pero los pescadores los dejan sueltos para usarlos libremente, a menos que a alguno le acomode ligarlos: bien que para esto es forzoso que todo del arte sea mucho más pequeño pues de lo contrario sería de manejo muy embarazoso. Estos palos se hallan armados con el competente pedazo de red que los guarnece y por sobrante la bolsa en donde queda apresada la pesca que pueden encaminar a ella según su buena diligencia y destreza.
- otra cambera más sencilla está formada asimismo con dos palos como de media vara o a lo más tres cuartas y un pedazo de red de palmo a palmo y medio de ancho y tres cuartas de largo por la parte u orilla superior y una por la inferior que forma a modo de un abanico sin clavillo y sin más varillas que las dos guías. Con este arte el más sencillo, que se usa llevando en cada mano los palos y extendida la red, se cogen regularmente los camarones en las pozas, estrechándolos en ellas para que o bien queden detenidos ten lasgular nunca van sin él los pescadores de caña que se ocupan en la pesca de boga y peces de roca.